# Кавозамінники

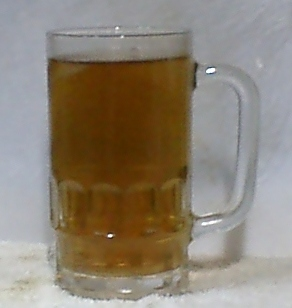
Мугітя

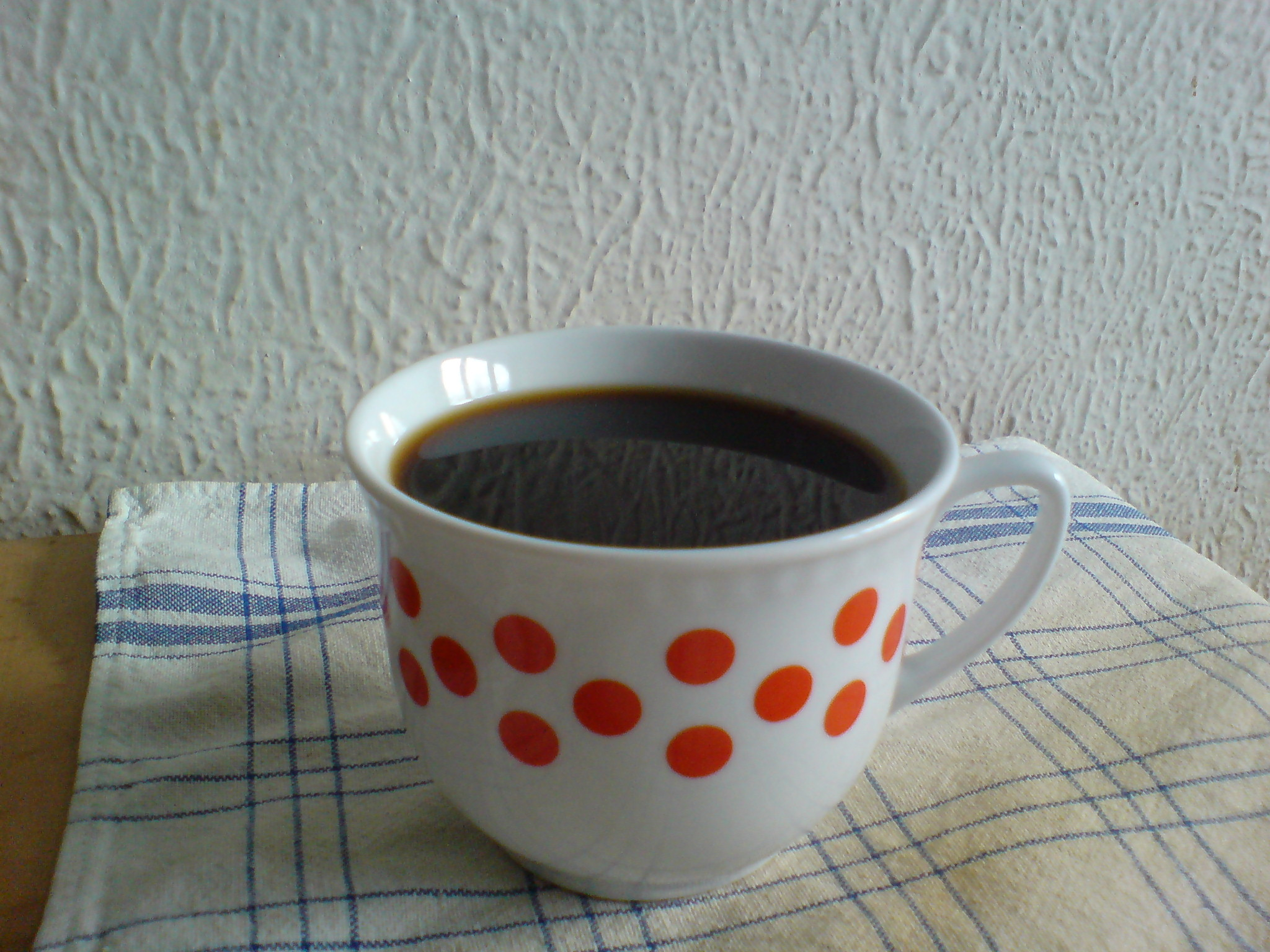
Melta — суміш з коріння цикорію, цукрових буряків, ячменю та жита.

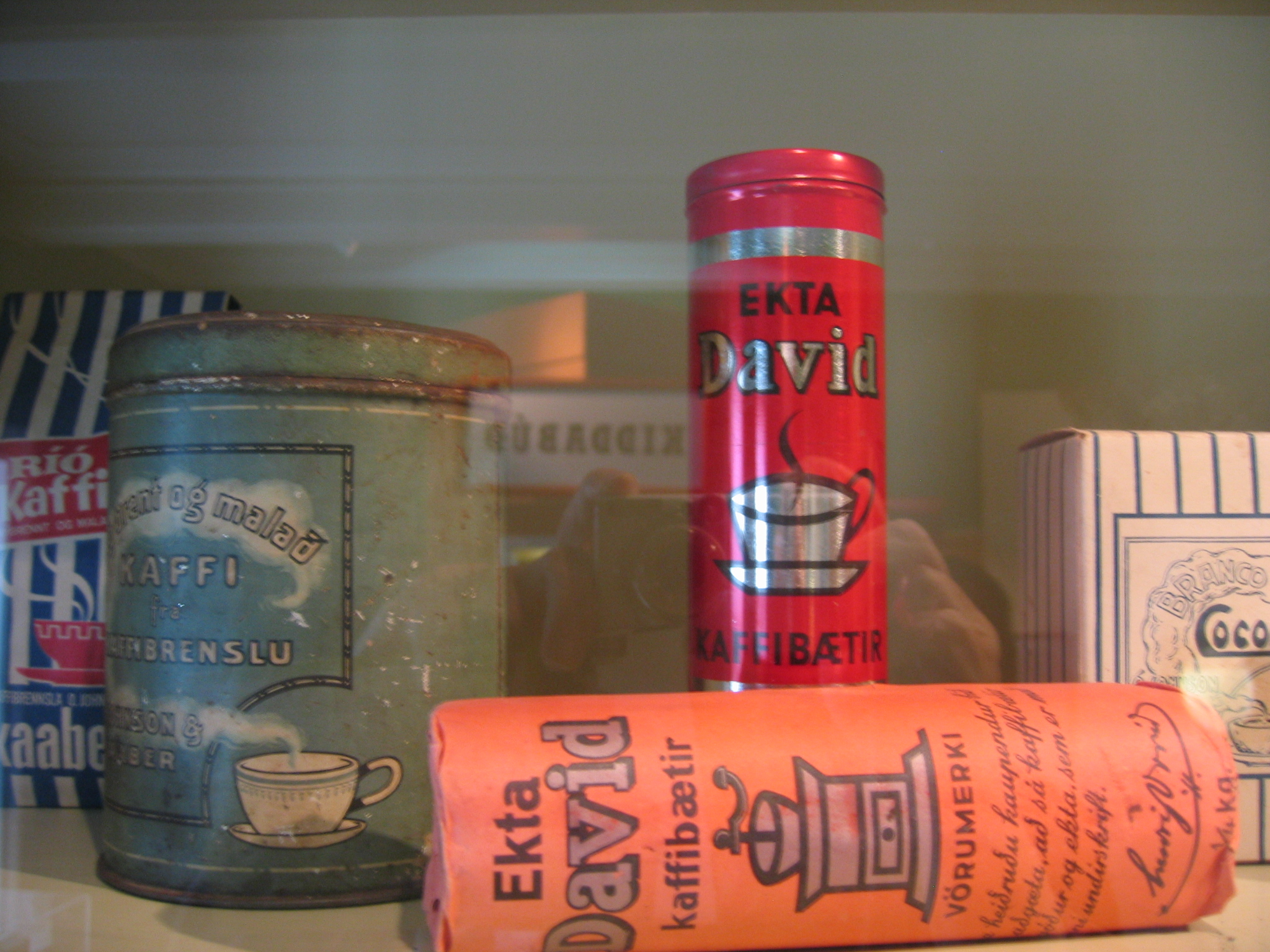
Kaffibætir

Кавозамі́нники — речовини, які не містять кофеїну та які використовують як заміну кави. Можуть застосовуватися за медичними, економічними або релігійними міркуваннями. Як кавозамінник зазвичай використовують смажені зерна ячменю, жита, коріння цикорію і буряка. Часом використовують смажені горіхи бука.

## Цикорій

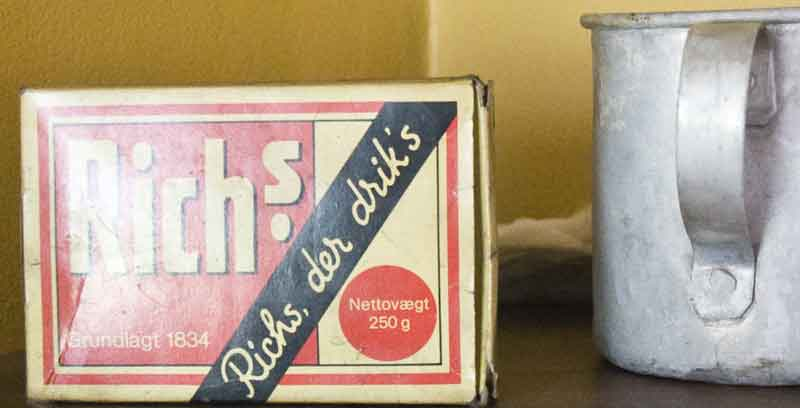
Данський кавовий напій з цукром.

Найпоширенішими з усіх кавозамінників є і завжди були суміші цикорію. Використовують промите, просушене та обсмажене коріння цієї рослини. Корінь цикорію звичайного містить 75 % води, а одна шоста сухого залишку припадає на інулін — високомолекулярний вуглевод, при гідролізі дає глюкозу. Олігосахариди, що стимулюють імунну флору кишки, і пектини, які допомагають вивести з організму токсичні речовини. Містить кофеїн. Продається цикорій у відділах дієтичного та діабетичного харчування в супермаркетах. Є мелений, рубаний, розчинний — у вигляді порошку або густої пасти. Це цикорій в чистому вигляді. Є і в сумішах з обсмаженими і розмолотими зернами ячменю, жита, вівса і прянощів. Є і в суміші з натуральною кавою.
У кавові напої його вводять в таких кількостях, щоб доза кофеїну в чашці не перевищувала 20 міліграмів, і при цьому кавовий аромат був яскраво вираженим. Ідеальний склад швидкорозчинного напою: кава, цикорій, ячмінь. У ньому відчувається цикорна гірчинка та запашний смак доброї кави. Свіжообсмажені злаки, згідно думки вчених, благотворно впливають на імунну систему, функції печінки, кров'яний тиск.

## Кава з жолудів
Під час Другої світової війни більшість населення Німеччини пило ерзац-каву з жолудів дуба.
Порошок для кавового напою можна приготувати як заздалегідь, так і використовувати для приготування свіжий, спеціально помелений порошок. Слід враховувати, що заздалегідь приготований порошок досить швидко втрачає аромат, внаслідок випаровування і руйнування жолудевих олій. Для приготування  кавового напою спеціально заготовлені і приготовані жолуді перемелюють в кавомлинку і варять так само як каву.
Заготовлюються стиглі великі жолуді, зеленого кольору, тверді на дотик, бо м'які, що продавлюються пальцем — червиві. Один з варіантів сушки: промиті жолуді розкласти на деку в один шар і поставити в розігріту духовку. За якийсь час більшість жолудів лусне від випаровування вологи і набуде темно-коричневого кольору. Через десять хвилин вийняти і вилущити жолуді зі шкаралупи. Для приготування порошку кавового напою, поки вони гарячі, прокрутити їх через м'ясорубку і жолудевий «фарш» розкласти на деках для подальшої сушки в духовці при відкритих дверцятах. Зберігати в темному місці, в герметично закритій банці, або в гігроскопічному полотняному або паперовому мішечку.
Для приготування кавового напою кладуть одну чайну ложку порошку на чашку води. Цукор додати за смаком. Виходить досить смачний напій, чимось нагадує какао з молоком, має специфічну тонізуючу дію.
Зараєстровані випадки продажу сурогату в Україні під видом кави «Якобс».

## Бурякова кава
Підсмажений буряк може служити сурогатом кави.

## Ячмінна кава

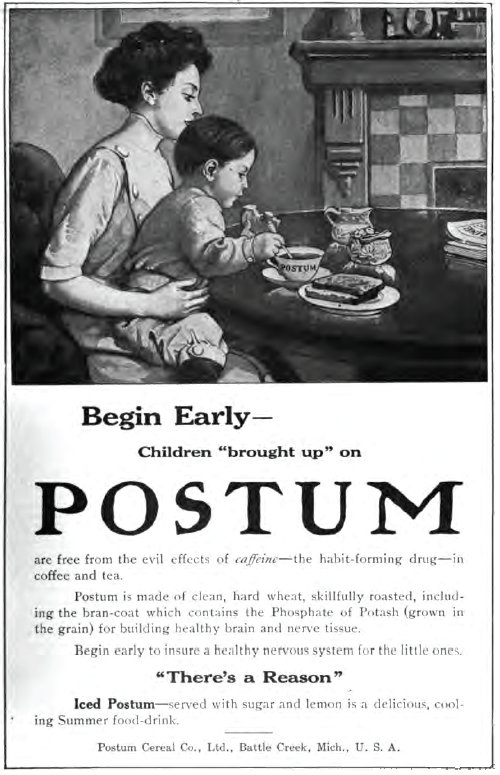
Postum 1910 рік. В США кавозамінники стали особливо популярні під час Другої світової війни, коли кава була доступна тільки по карткам. Напій «Постум» в цей час продавався у величезних кількостях. Після війни популярність таких напоїв пішла на спад, однак Постум випускався до 2007 року

Щоб приготувати ячмінну каву, використовують підсмажену на сковороді до коричневого кольору ячмінне борошно.
У виробництві незаконного кавового сурогату деякі бізнесмени використовують ячмінний порошок з додаванням кави.

## Підсмажене насіння баобаба
Використовують як замінник кави.

## Мугітя
Мугітя (яп. 麦 茶) — японський напій, що готується з обсмажених злаків (зазвичай пшениці або ячменю). Неочищені зерна ячменю добре прожарюють і потім настоюють. Заварюють і п'ють холодним. За смаком нагадує радянські кавові сурогати, особливо напій «Літній». Також буває в порошку.

## Ріжкове дерево
Ріжкове дерево культивується здавна в Середземномор'ї; місцями здичавіло. Боби ріжкового дерева (цареградський стручок, солодкий ріжок) завдовжки близько 10-25 см, завширшки 2-4 см і завтовшки 0,5-1 см, коричневі, не розкриваються. Крім насіння, вони містять соковитий, солодкий м'якуш (близько 50 % цукру). Плоди використовують як сурогат кави.

## Коріння кульбаби
Підсмажені коріння кульбаб можуть служити сурогатом кави. Корінь кульбаби, нагромаджуючого восени до 40 % інуліна, знаний як жовчогінний засіб, зміцнює і оздоровлює печінку. Настоянка з кореня кульбаби збуджує апетит, має спазмолітичні, проносні і кровоочисні властивості. Напій із корінням кульбаби, потрібно використовувати дуже обережно у разі наявності проблем з закупоркою проток жовчного міхура та підвищеною кислотністю у шлунку.

## Гуарана
Плід гуарани розміром завбільшки з горіх фундука, від глибокого жовтого до помаранчевого кольору забарвленням, яка лопається і відкриває одне лілово-коричневе або чорне насіннячко. Ці насіння можуть служити сурогатом кави. Традиційно насіння використовували для лікування головних болів, температури, лихоманки, спазмів, як стимулянти, тонізуючі зміцнюючі засоби. Проте слід враховувати що чашка гуарани може містити втричі більше кофеїну, ніж точно така ж чашка кави. Отже, людям, які шукають замінник кави без кофеїну, гуарана навряд чи підійде.

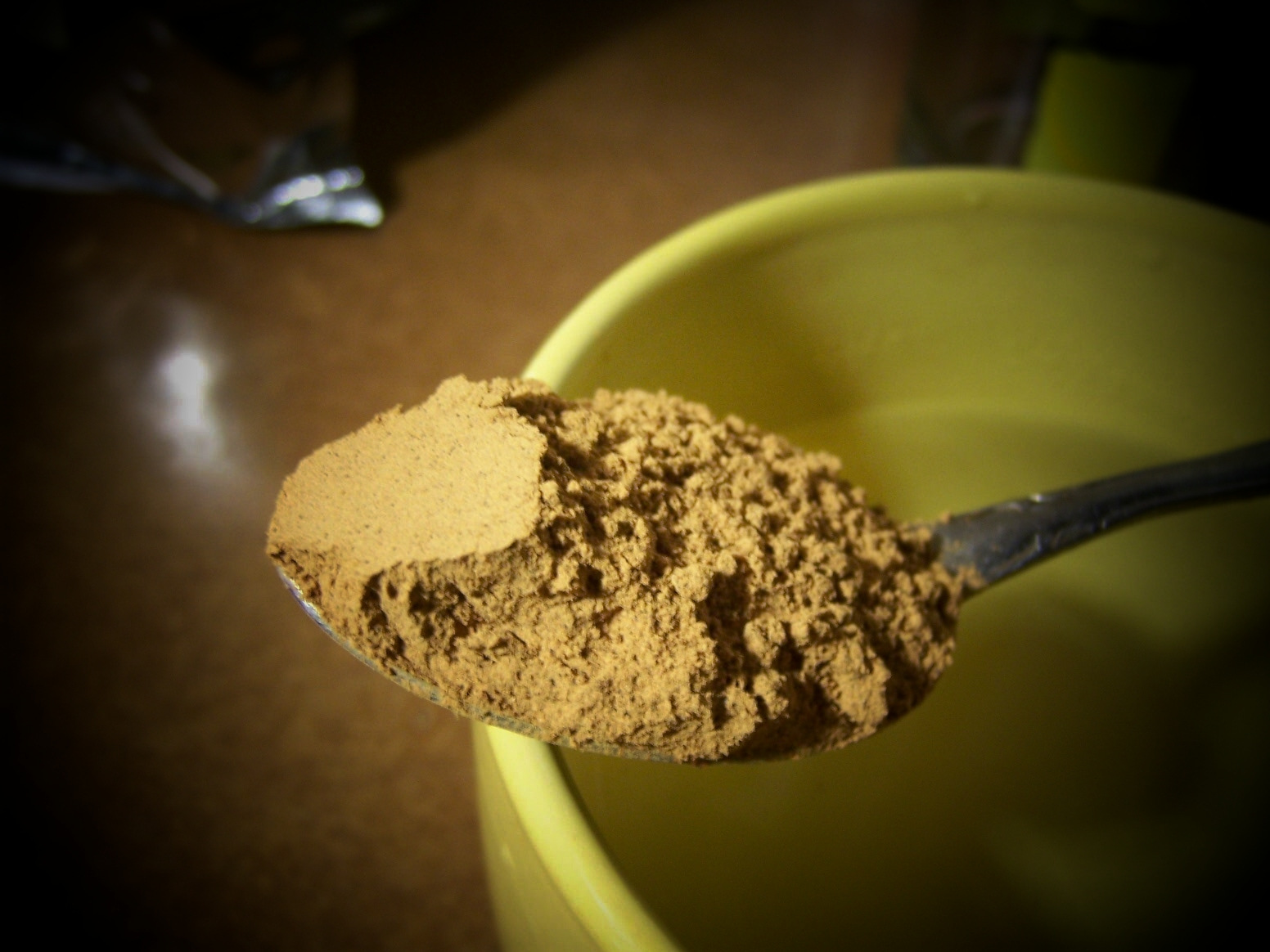
Порошок з насіння гуарани.

## Топінамбур
Цінність топінамбуру представляють кореневища. У США із земляної груші (топінамбура) готують дієтичну каву. Бульби чистять і ріжуть на шматочки і на дві-три хвилини заливають окропом. Потім сушать, підсмажують в духовій шафі. Подрібнюють в ступці або кавомолці і заварюють.

## Батат
Насіння квітучих сортів використовують як сурогат кави.

## Насіння груші
Сурогат кави отримують з підсмаженого насіння груші, які містять велику кількість олій.

## Букові горішки
З горіхів бука методом віджиму отримують високоякісну харчову олію світло-жовтого кольору, яка мало поступається оливковій.[джерело?] Її використовують у харчовій і кондитерській промисловості. Іншим способом обробки отримують технічну олію. Все що залишається після віджимання, використовують для виготовлення сурогату кави.

## Лілія лісова
Здавна лілія лісова застосовується як лікарська рослина в народній медицині Китаю, Тибету, Монголії, Бурятії, Якутії, Сибіру і Далекого Сходу. Традиційно має харчове значення, вживають в сирому, вареному, смаженому, сушеному вигляді і як приправу. Використовують як сурогат кави.

## Чуфа
Cyperus esculentus L. (Осокові), росте у південній Європі, дає їстівні підземні шишки (бульбочки), що містять багато олій і цукру і смаком нагадують мигдаль («земляний мигдаль»); з бульбочок готують напій «орчата» (схожий на молоко), а також їх підсмажують і вживають як сурогат кави.

## Глід криваво-червоний
Плоди використовують для приготування киселів і варення, а також як сурогат чаю та кави.

## Дерен справжній
Дерен справжній (кизил звичайний): у їжу використовують не тільки м'якоть плоду, але і кісточки, які служать сировиною для приготування сурогату кави.